# Sebastian Sierakowski (zm. po 1588)
Sebastian Sierakowski herbu Dołęga (zm. po 1588 roku) – poborca w ziemi gostynińskiej.
Poseł na sejm 1572 roku, sejm koronacyjny 1587/1588 roku z województwa rawskiego.